# Marcel Pille
Pour les articles homonymes, voir Pille.
Marcel Jean-Baptiste Pille, né à Paris 1er le 5 février 1867 et mort le 5 octobre 1943 aux Mureaux, est un artiste peintre et illustrateur français.

## Biographie
Élève de Jean-Paul Laurens et Benjamin-Constant, Marcel Pille expose au Salon des artistes français à partir de 1891, principalement des peintures d'histoire et privilégie l'aquarelle ; son adresse parisienne est au 6 rue d'Alger — lieu où il réside encore en 1916. Pille expose à ce salon régulièrement jusqu'en 1898 et devient membre de la Société des artistes français ; à partir de cette époque, il se tourne vers l'illustration d'ouvrages de haute bibliophilie. Il collabore entre autres aux éditions Édouard Pelletan et aux éditions Mame.
En 1905, il devient membre de la Société académique de Laon.
En 1931, il est mentionné comme élu au comité peinture de la Société des artistes français.

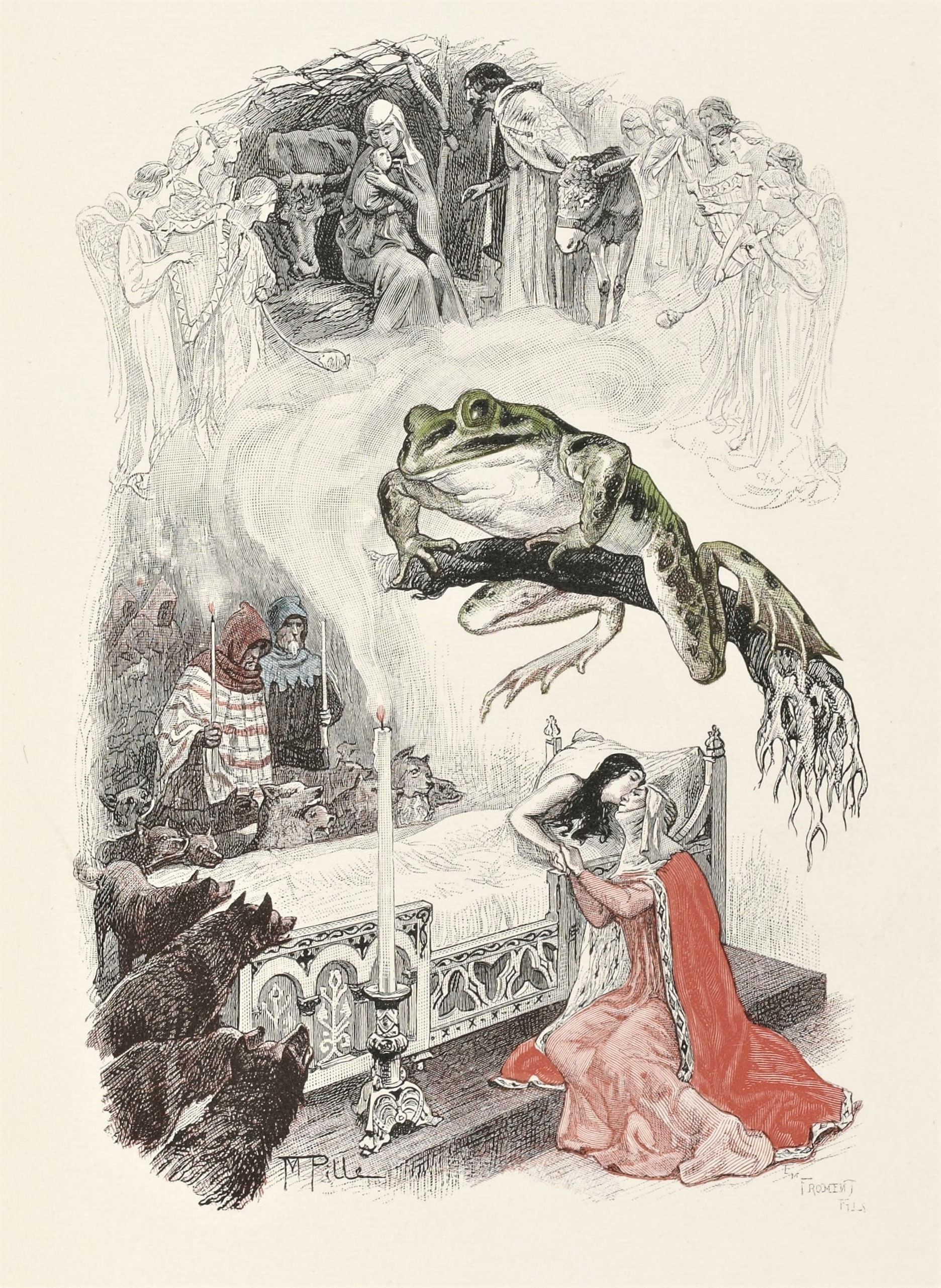
Illustration pour La Mandragore (1899, fonds BNF).

## Œuvre

### Ouvrages illustrés
- Jean Lorrain, La Mandragore, 33 illustrations gravées par Deloche, Florian, les deux Froment et Julien Tinayre, Paris, Édouard Pelletan, 1899.
- Théocrite, Les Syracusaines, avant-propos d'André Bellessort ; 19 compositions gravées par E. Froment Fils, Paris, Ed. Pelletan, 1900.
- Gérard de Nerval, La Main enchantée, préface de Jules de Marthold ; 24 compositions gravées au burin et à l'eau-forte par Le Sueur et Manesse, Paris, L. Carteret, 1901.
- Pierre Maël, La Filleule de Du Guesclin, Tours, A. Mame et fils, 1901.
- Henri Guerlin, L'Épopée de César, Tours, A. Mame et fils, [1901].
- Missel romain de la chevalerie, avec des dessins d'encadrements de Bellery-Desfontaines, Tours, A. Mame et fils, [1902].
- Paul Triaire, Napoléon et Larrey, Tours, A. Mame et fils, [1902].
- Daniel Laumonier, Collier-d'Or, Tours, Mame & fils, [1902].
- M. Remond, La Cruche. Le Petit Corse, ill. avec Raymond de La Nézière, Paris, Hachette, [1904].
- Henri Guerlin, La Petite Patricienne, coll. « Pour tous », Tours, Mame & fils, [1906].
- Maurice Maindron, Récits du temps passé, ill. avec O. Guillonnet, coll. « Pour tous », Tours, Mame & fils, [1913].